# Gerrhopilus bisubocularis
Gerrhopilus bisubocularis är en ormart som beskrevs av Boettger 1893. Gerrhopilus bisubocularis ingår i släktet Gerrhopilus och familjen Gerrhopilidae. IUCN kategoriserar arten globalt som otillräckligt studerad. Inga underarter finns listade i Catalogue of Life.
Arten är bara känd från två exemplar. Det första hittades på Java och för det andra är förtecknat att det kommer från Sumatra, men denna uppgift är omstridd.